# خفاش الثعلب الطائر
خفاش الثعلب الطائر ذو التاج الذهبي العملاق أو الخفاش ذو القبة الذهبية ( الاسم العلمي : Acerodon jubatus ) هو نوع من الخفافيش من عائلة خفافيش الفاكهة، ويستوطن فقط في الفلبين. وهو واحد من أكبر أنواع الخفافيش في العالم،بحيث يمكن أن يصل طول جناحيه إلى 1.5-1.7 متر (160 سم - 170 سم ) ويزن 0.7-1.2 كجم، ويبلغ وزنها كحد أقصى 1.5 كجم، إلا أن طول جسده لا يتجاوز الـ30 سم،يُغطى جسمه باللون البني الداكن برأس أسود وغطاء ذهبي، ومن ذلك حصل على اسمه، في حين يكون ظهره وردي داكن.
وتعد جميع «الثعالب الطائرة» في الفلبين مهددة بالانقراض بسبب فقدان مواطنها واصطيادها كمصدر للطعام، وبسبب إزالة الغابات والصيد. على الرغم من أن القانون الوطني والدولي يجعل صيد هذه الأنواع والاتجار بها غير قانوني ، إلا أن هذه القوانيين غير مطبقة بشكل كاف، مما يعني أنه يتم صيدها في كثير من الأحيان.
في الأساس هو مقتات الفواكه، حيث يعد التين فاكهته المفضلة، وإن كان يتغذى على بعض الأوراق النباتية الأخرى، وتُصدر هذه الخفافيش أصواتاً بشكل صاخب عندما تتغذى على التين والمانجو والموز ورحيق الزهور عند الغسق، وتتغذى هذه الخفافيش في الليل في حين تتجمع لتنام في مجموعات كبيرة متدلية من الأشجار خلال النهار.
لا يُعرف الكثير عن طبيعة تكاثرها، وإن كان موسم ولادتها يمتد من أبريل/نيسان إلى يونيو/حزيران، لتلد خفاشاً واحداً في كل مرة، ولا تستطيع صغار الخفافيش الطيران حتى بلوغها 3 شهور، ما يعني أن أمهاتها تحملها عند الطيران حتى بلوغها هذا العمر.وتعيش هذه الخفافيش في مجموعات قد تصل إلى ألف خفاش، وبسبب حرارة مواطنها و إمتلاكها فراء يغطي جسمها، فإنها تُحرك أجنحتها بصورة متواصلة؛ وذلك لتبريد جسمها في شهور الصيف الحار، وأحيانا تلعق نفسها كما تفعل القطط.